# Campeonato Ecuatoriano de Fútbol 2009
El Campeonato Ecuatoriano de Fútbol 2009 de la Serie A, también llamado comercialmente como «Copa Credife 2009», fue organizado por la Federación Ecuatoriana de Fútbol. Comenzó el 31 de enero de 2009 y terminó el 7 de diciembre de ese mismo año. El sistema consistió en partidos de ida y vuelta de todos contra todos en una primera etapa, dos hexagonales para la segunda y dos cuadrangulares finales, en la que los ganadores de cada uno de ellos se enfrentaron entre sí para determinar al campeón del Fútbol Ecuatoriano.
Debido a un cambio en el patrocinio de Pilsener Archivado el 7 de enero de 2010 en Wayback Machine. a Credife Archivado el 23 de enero de 2010 en Wayback Machine., El torneo se llama el 2009 Copa Credife Serie A para los próximos tres años hasta 2011.
El 29 de noviembre y 5 de diciembre se disputaron las finales entre Deportivo Quito y Deportivo Cuenca, en las que se coronó campeón el cuadro capitalino tras ganar por un global de 4-3, con lo que consiguió su cuarto título y el primer bicampeonato de su historia.
El cupo restante para la Copa Libertadores 2010 fue obtenido por Emelec tras derrotar en la serie de repechaje a Liga de Quito por un global de 2-0. Los equipos que descendieron a la Serie B fueron Liga de Portoviejo y Técnico Universitario luego de quedar penúltimo y último respectivamente en la tabla acumulada entre las dos primeras etapas.
Universidad Católica y Deportivo Azogues habían descendido a la Serie B de Ecuador la temporada anterior.

## Equipos participantes
Los equipos que intervinieron en Copa Credife 2009 fueron los siguientes:
| Club                  | Ciudad     | Entrenador        | Estadio                    | Aforo  |
| --------------------- | ---------- | ----------------- | -------------------------- | ------ |
| Barcelona             | Guayaquil  | Juan Manuel Llop  | Monumental Banco Pichincha | 70.283 |
| Deportivo Cuenca      | Cuenca     | Paúl Vélez        | Alejandro Serrano Aguilar  | 22.000 |
| Deportivo Quito       | Quito      | Rubén Darío Insúa | Olímpico Atahualpa         | 40.948 |
| El Nacional           | Quito      | Julio Asad        | Olímpico Atahualpa         | 40.948 |
| Emelec                | Guayaquil  | Gabriel Perrone   | George Capwell             | 23.461 |
| Espoli                | Quito      | Homero Valencia   | La Cocha (en Latacunga)    | 15.000 |
| Liga de Portoviejo    | Portoviejo | Oswaldo Morelli   | Reales Tamarindos          | 18.000 |
| Liga de Quito         | Quito      | Jorge Fossati     | Casa Blanca                | 55.400 |
| Macará                | Ambato     | Víctor Marchesini | Bellavista                 | 22.000 |
| Manta                 | Manta      | Fabián Bustos     | Jocay                      | 20.000 |
| Olmedo                | Riobamba   | Héctor González   | Olímpico de Riobamba       | 18.000 |
| Técnico Universitario | Ambato     | Jorge Célico      | Bellavista                 | 22.000 |

### Cambios de entrenadores
| Club                  | Entrenador destituido | Fecha de salida          | Reemplazado por     | Fecha de llegada         |
| --------------------- | --------------------- | ------------------------ | ------------------- | ------------------------ |
| Barcelona             | Reinaldo Merlo        | 9 de diciembre de 2008   | Benito Floro        | 18 de diciembre de 2008  |
| Deportivo Cuenca      | Paúl Vélez            | 14 de diciembre de 2008  | Guillermo Duró      | 18 de noviembre de 2008  |
| Deportivo Quito       | Carlos Sevilla        | 15 de diciembre de 2008  | Rubén Darío Insúa   | 18 de diciembre de 2008  |
| Liga de Quito         | Edgardo Bauza         | 22 de diciembre de 2008  | Jorge Fossati       | 9 de enero de 2009       |
| El Nacional           | Jorge Célico          | 28 de enero de 2009      | Juan Carlos Burbano | 29 de enero de 2009      |
| Técnico Universitario | Geovanni Mera         | 13 de marzo de 2009      | Jorge Célico        | 30 de marzo de 2009      |
| Macará                | Mario Jacquet         | 7 de abril de 2009       | Víctor Marchesini   | 7 de abril de 2009       |
| Olmedo                | Dragan Miranovic      | 18 de mayo de 2009       | Héctor González     | 18 de mayo de 2009       |
| Barcelona             | Benito Floro          | 1 de junio de 2009       | Juan Manuel Llop    | 18 de junio de 2009      |
| Manta F.C.            | Carlos Pico           | 6 de julio de 2009       | Fabián Bustos       | 9 de julio de 2009       |
| El Nacional           | Juan Carlos Burbano   | 12 de julio de 2009      | Julio Asad          | 16 de julio de 2009      |
| Espoli                | Paulo Massa           | ?                        | Roberto Abruzzese   | 8 de septiembre de 2009  |
| Deportivo Cuenca      | Guillermo Duró        | 16 de septiembre de 2009 | Paúl Vélez          | 17 de septiembre de 2009 |
| Espoli                | Roberto Abruzzese     | 7 de octubre de 2009     | Homero Valencia     | 7 de octubre de 2009     |

## Primera etapa
La Primera Etapa comenzó el 31 de enero y terminó el 12 de julio de 2009. Los cuatro primeros clasificarom a la etapa final, de 2 cuadrangulares, con 3, 2, 1 y 0 puntos de bonificación respectivamente. Además, los 2 primeros clasificaron a la Copa Sudamericana 2009.

### Clasificación
| Equipo | Equipo                | Pts | PJ | PG | PE | PP | GF | GC | Dif | Bonif. |
| ------ | --------------------- | --- | -- | -- | -- | -- | -- | -- | --- | ------ |
| 1º     | Emelec                | 43  | 22 | 13 | 4  | 5  | 30 | 17 | +13 | 3      |
| 2º     | Liga de Quito         | 42  | 22 | 12 | 6  | 4  | 44 | 20 | +24 | 2      |
| 3º     | Macará                | 34  | 22 | 10 | 4  | 8  | 28 | 26 | +2  | 1      |
| 4º     | Olmedo                | 33  | 22 | 9  | 6  | 7  | 28 | 25 | +3  | 0      |
| 5º     | Espoli                | 33  | 22 | 10 | 3  | 9  | 29 | 29 | ±0  | 0      |
| 6º     | El Nacional           | 29  | 22 | 8  | 5  | 9  | 24 | 21 | +3  | 0      |
| 7º     | Deportivo Quito       | 28  | 22 | 8  | 4  | 10 | 18 | 21 | -3  | 0      |
| 8º     | Liga de Portoviejo    | 28  | 22 | 8  | 4  | 10 | 22 | 35 | -13 | 0      |
| 9º     | Barcelona             | 26  | 22 | 7  | 5  | 10 | 19 | 21 | -2  | 0      |
| 10º    | Deportivo Cuenca      | 26  | 22 | 8  | 2  | 12 | 25 | 31 | -6  | 0      |
| 11º    | Técnico Universitario | 24  | 22 | 6  | 6  | 10 | 29 | 41 | -12 | 0      |
| 12º    | Manta F.C.            | 23  | 22 | 6  | 5  | 11 | 15 | 24 | -9  | 0      |

|  | Clasifica a la Copa Sudamericana 2009 y a Tercera Etapa. |
|  | Clasifica a la Tercera Etapa.                            |

### Resultados
| Casa/Fuera         | Bar | Dep. C | Dep. Q | Eme | Esp | Lig. P | Lig. Q | Mac | Man | Nac | Olm | Tec. U |
| ------------------ | --- | ------ | ------ | --- | --- | ------ | ------ | --- | --- | --- | --- | ------ |
| Barcelona          |     | 2-1    | 0-0    | 0-1 | 0-1 | 5-0    | 2-1    | 0-0 | 1-0 | 0-0 | 1-0 | 4-1    |
| Dep. Cuenca        | 1-0 |        | 0-1    | 0-1 | 0-1 | 3-0    | 1-0    | 0-1 | 2-1 | 1-0 | 2-1 | 3-2    |
| Dep. Quito         | 0-2 | 2-0    |        | 0-1 | 2-1 | 2-0    | 1-1    | 0-2 | 3-0 | 0-1 | 2-1 | 1-1    |
| Emelec             | 0-0 | 3-2    | 2-0    |     | 5-1 | 0-1    | 1-1    | 1-0 | 2-0 | 2-0 | 0-1 | 2-2    |
| Espoli             | 2-1 | 1-0    | 1-0    | 1-2 |     | 2-0    | 2-2    | 3-1 | 0-0 | 0-0 | 1-3 | 0-2    |
| Liga de Portoviejo | 1-0 | 2-2    | 1-0    | 1-2 | 2-1 |        | 2-1    | 1-1 | 0-1 | 0-1 | 1-2 | 1-0    |
| Liga de Quito      | 3-0 | 1-1    | 4-0    | 2-0 | 3-2 | 4-0    |        | 1-0 | 2-1 | 2-0 | 1-1 | 4-0    |
| Macará             | 2-0 | 3-0    | 0-2    | 1-2 | 3-2 | 1-2    | 2-1    |     | 1-0 | 1-0 | 1-3 | 2-1    |
| Manta              | 0-0 | 2-0    | 1-0    | 0-1 | 2-1 | 1-1    | 0-2    | 1-2 |     | 1-0 | 1-1 | 1-1    |
| El Nacional        | 2-0 | 2-3    | 0-1    | 2-1 | 0-2 | 2-3    | 1-1    | 1-1 | 2-0 |     | 3-0 | 4-1    |
| Olmedo             | 1-0 | 3-2    | 1-0    | 0-0 | 0-1 | 2-1    | 2-3    | 3-3 | 2-0 | 0-0 |     | 0-1    |
| Técnico U.         | 4-1 | 2-1    | 1-1    | 2-1 | 1-3 | 2-2    | 1-4    | 2-0 | 0-2 | 1-3 | 1-1 |        |

     Ganó equipo local
     Ganó equipo visitante
     Empate

### Partidos
| Fecha 1       | Fecha 1         | Fecha 1   | Fecha 1               |
| Fecha         | Equipo Local    | Resultado | Equipo Visitante      |
| ------------- | --------------- | --------- | --------------------- |
| 31 de enero   | Manta F.C.      | 0 - 0     | Barcelona             |
| 1 de febrero  | Deportivo Quito | 1 - 1     | Técnico Universitario |
| 1 de febrero  | Liga de Quito   | 1 - 1     | Olmedo                |
| 1 de febrero  | Emelec          | 0 - 1     | Liga de Portoviejo    |
| 1 de febrero  | Macará          | 1 - 0     | El Nacional           |
| 11 de febrero | Espoli          | 1 - 0     | Deportivo Cuenca      |

| Fecha 2      | Fecha 2               | Fecha 2   | Fecha 2          |
| Fecha        | Equipo Local          | Resultado | Equipo Visitante |
| ------------ | --------------------- | --------- | ---------------- |
| 6 de febrero | Liga de Portoviejo    | 2 - 1     | Liga de Quito    |
| 6 de febrero | Barcelona             | 0 - 0     | Deportivo Quito  |
| 7 de febrero | Deportivo Cuenca      | 0 - 1     | Macará           |
| 7 de febrero | Técnico Universitario | 1 - 3     | Espoli           |
| 8 de febrero | El Nacional           | 2 - 1     | Emelec           |
| 8 de febrero | Olmedo                | 2 - 0     | Manta F.C.       |

| Fecha 3       | Fecha 3            | Fecha 3   | Fecha 3               |
| Fecha         | Equipo Local       | Resultado | Equipo Visitante      |
| ------------- | ------------------ | --------- | --------------------- |
| 13 de febrero | Liga de Quito      | 2 - 1     | Manta F.C.            |
| 15 de febrero | Espoli             | 2 - 1     | Barcelona             |
| 15 de febrero | Deportivo Quito    | 2 - 1     | Olmedo                |
| 15 de febrero | Liga de Portoviejo | 0 - 1     | El Nacional           |
| 15 de febrero | Macará             | 2 - 1     | Técnico Universitario |
| 4 de marzo    | Emelec             | 3 - 2     | Deportivo Cuenca      |

| Fecha 4       | Fecha 4               | Fecha 4   | Fecha 4            |
| Fecha         | Equipo Local          | Resultado | Equipo Visitante   |
| ------------- | --------------------- | --------- | ------------------ |
| 20 de febrero | Barcelona             | 0 - 0     | Macará             |
| 21 de febrero | El Nacional           | 1 - 1     | Liga de Quito      |
| 21 de febrero | Manta F.C.            | 1 - 0     | Deportivo Quito    |
| 21 de febrero | Técnico Universitario | 2 - 1     | Emelec             |
| 21 de febrero | Deportivo Cuenca      | 3 - 0     | Liga de Portoviejo |
| 21 de febrero | Olmedo                | 0 - 1     | Espoli             |

| Fecha 5       | Fecha 5            | Fecha 5   | Fecha 5               |
| Fecha         | Equipo Local       | Resultado | Equipo Visitante      |
| ------------- | ------------------ | --------- | --------------------- |
| 27 de febrero | Liga de Portoviejo | 1 - 0     | Técnico Universitario |
| 28 de febrero | Liga de Quito      | 4 - 0     | Deportivo Quito       |
| 28 de febrero | Espoli             | 0 - 0     | Manta F.C.            |
| 1 de marzo    | El Nacional        | 2 - 3     | Deportivo Cuenca      |
| 1 de marzo    | Emelec             | 0 - 0     | Barcelona             |
| 1 de marzo    | Macará             | 1 - 3     | Olmedo                |

| Fecha 6    | Fecha 6               | Fecha 6   | Fecha 6            |
| Fecha      | Equipo Local          | Resultado | Equipo Visitante   |
| ---------- | --------------------- | --------- | ------------------ |
| 6 de marzo | Deportivo Quito       | 2 - 1     | Espoli             |
| 6 de marzo | Técnico Universitario | 1 - 3     | El Nacional        |
| 8 de marzo | Barcelona             | 5 - 0     | Liga de Portoviejo |
| 8 de marzo | Manta F.C.            | 1 - 2     | Macará             |
| 8 de marzo | Olmedo                | 0 - 0     | Emelec             |
| 2 de abril | Deportivo Cuenca      | 1 - 0     | Liga de Quito      |

| Fecha 7     | Fecha 7            | Fecha 7   | Fecha 7               |
| Fecha       | Equipo Local       | Resultado | Equipo Visitante      |
| ----------- | ------------------ | --------- | --------------------- |
| 13 de marzo | Liga de Portoviejo | 1 - 2     | Olmedo                |
| 15 de marzo | El Nacional        | 2 - 0     | Barcelona             |
| 15 de marzo | Emelec             | 2 - 0     | Manta F.C.            |
| 15 de marzo | Macará             | 0 - 2     | Deportivo Quito       |
| 16 de marzo | Liga de Quito      | 3 - 2     | Espoli                |
| 27 de marzo | Deportivo Cuenca   | 3 - 2     | Técnico Universitario |

| Fecha 8     | Fecha 8               | Fecha 8   | Fecha 8            |
| Fecha       | Equipo Local          | Resultado | Equipo Visitante   |
| ----------- | --------------------- | --------- | ------------------ |
| 21 de marzo | Olmedo                | 0 - 0     | El Nacional        |
| 21 de marzo | Espoli                | 3 - 1     | Macará             |
| 21 de marzo | Técnico Universitario | 1 - 4     | Liga de Quito      |
| 22 de marzo | Barcelona             | 2 - 1     | Deportivo Cuenca   |
| 22 de marzo | Manta F.C.            | 1 - 1     | Liga de Portoviejo |
| 25 de marzo | Deportivo Quito       | 0 - 1     | Emelec             |

| Fecha 9    | Fecha 9               | Fecha 9   | Fecha 9          |
| Fecha      | Equipo Local          | Resultado | Equipo Visitante |
| ---------- | --------------------- | --------- | ---------------- |
| 4 de abril | El Nacional           | 2 - 0     | Manta F.C.       |
| 4 de abril | Liga de Portoviejo    | 1 - 0     | Deportivo Quito  |
| 5 de abril | Liga de Quito         | 1 - 0     | Macará           |
| 5 de abril | Emelec                | 5 - 1     | Espoli           |
| 5 de abril | Técnico Universitario | 4 - 1     | Barcelona        |
| 5 de abril | Deportivo Cuenca      | 2 - 1     | Olmedo           |

| Fecha 10    | Fecha 10        | Fecha 10  | Fecha 10              |
| Fecha       | Equipo Local    | Resultado | Equipo Visitante      |
| ----------- | --------------- | --------- | --------------------- |
| 8 de abril  | Deportivo Quito | 0 - 1     | El Nacional           |
| 11 de abril | Espoli          | 2 - 0     | Liga de Portoviejo    |
| 11 de abril | Manta F.C.      | 2 - 0     | Deportivo Cuenca      |
| 12 de abril | Barcelona       | 2 - 1     | Liga de Quito         |
| 12 de abril | Macará          | 1 - 2     | Emelec                |
| 12 de abril | Olmedo          | 0 - 1     | Técnico Universitario |

| Fecha 11    | Fecha 11              | Fecha 11  | Fecha 11         |
| Fecha       | Equipo Local          | Resultado | Equipo Visitante |
| ----------- | --------------------- | --------- | ---------------- |
| 17 de abril | Liga de Quito         | 2 - 0     | Emelec           |
| 18 de abril | Liga de Portoviejo    | 1 - 1     | Macará           |
| 18 de abril | Técnico Universitario | 0 - 2     | Manta F.C.       |
| 18 de abril | Deportivo Cuenca      | 0 - 1     | Deportivo Quito  |
| 19 de abril | El Nacional           | 0 - 2     | Espoli           |
| 19 de abril | Barcelona             | 1 - 0     | Olmedo           |

| Fecha 12    | Fecha 12        | Fecha 12  | Fecha 12              |
| Fecha       | Equipo Local    | Resultado | Equipo Visitante      |
| ----------- | --------------- | --------- | --------------------- |
| 24 de abril | Emelec          | 1 - 1     | Liga de Quito         |
| 25 de abril | Espoli          | 0 - 0     | El Nacional           |
| 25 de abril | Olmedo          | 1 - 0     | Barcelona             |
| 25 de abril | Macará          | 1 - 2     | Liga de Portoviejo    |
| 25 de abril | Manta F.C.      | 1 - 1     | Técnico Universitario |
| 20 de mayo  | Deportivo Quito | 2 - 0     | Deportivo Cuenca      |

| Fecha 13   | Fecha 13              | Fecha 13  | Fecha 13         |
| Fecha      | Equipo Local          | Resultado | Equipo Visitante |
| ---------- | --------------------- | --------- | ---------------- |
| 1 de mayo  | El Nacional           | 0 - 1     | Deportivo Quito  |
| 2 de mayo  | Liga de Portoviejo    | 2 - 1     | Espoli           |
| 3 de mayo  | Liga de Quito         | 3 - 0     | Barcelona        |
| 3 de mayo  | Emelec                | 1 - 0     | Macará           |
| 3 de mayo  | Técnico Universitario | 1 - 1     | Olmedo           |
| 27 de mayo | Deportivo Cuenca      | 2 - 1     | Manta F.C.       |

| Fecha 14   | Fecha 14        | Fecha 14  | Fecha 14              |
| Fecha      | Equipo Local    | Resultado | Equipo Visitante      |
| ---------- | --------------- | --------- | --------------------- |
| 9 de mayo  | Manta F.C.      | 1 - 0     | El Nacional           |
| 9 de mayo  | Espoli          | 1 - 2     | Emelec                |
| 9 de mayo  | Olmedo          | 3 - 2     | Deportivo Cuenca      |
| 10 de mayo | Macará          | 2 - 1     | Liga de Quito         |
| 10 de mayo | Deportivo Quito | 2 - 0     | Liga de Portoviejo    |
| 10 de mayo | Barcelona       | 4 - 1     | Técnico Universitario |

| Fecha 15   | Fecha 15           | Fecha 15  | Fecha 15              |
| Fecha      | Equipo Local       | Resultado | Equipo Visitante      |
| ---------- | ------------------ | --------- | --------------------- |
| 16 de mayo | Macará             | 3 - 2     | Espoli                |
| 16 de mayo | Liga de Portoviejo | 0 - 1     | Manta F.C.            |
| 16 de mayo | Liga de Quito      | 4 - 0     | Técnico Universitario |
| 17 de mayo | Emelec             | 2 - 0     | Deportivo Quito       |
| 17 de mayo | El Nacional        | 3 - 0     | Olmedo                |
| 17 de mayo | Deportivo Cuenca   | 1 - 0     | Barcelona             |

| Fecha 16   | Fecha 16              | Fecha 16  | Fecha 16           |
| Fecha      | Equipo Local          | Resultado | Equipo Visitante   |
| ---------- | --------------------- | --------- | ------------------ |
| 23 de mayo | Barcelona             | 0 - 0     | El Nacional        |
| 23 de mayo | Espoli                | 2 - 2     | Liga de Quito      |
| 23 de mayo | Manta F.C.            | 0 - 1     | Emelec             |
| 23 de mayo | Deportivo Quito       | 0 - 2     | Macará             |
| 23 de mayo | Técnico Universitario | 2 - 1     | Deportivo Cuenca   |
| 24 de mayo | Olmedo                | 2 - 1     | Liga de Portoviejo |

| Fecha 17   | Fecha 17           | Fecha 17  | Fecha 17              |
| Fecha      | Equipo Local       | Resultado | Equipo Visitante      |
| ---------- | ------------------ | --------- | --------------------- |
| 30 de mayo | Espoli             | 1 - 0     | Deportivo Quito       |
| 30 de mayo | Liga de Portoviejo | 1 - 0     | Barcelona             |
| 31 de mayo | Macará             | 1 - 0     | Manta F.C.            |
| 31 de mayo | El Nacional        | 4 - 1     | Técnico Universitario |
| 31 de mayo | Liga de Quito      | 1 - 1     | Deportivo Cuenca      |
| 31 de mayo | Emelec             | 0 - 1     | Olmedo                |

| Fecha 18    | Fecha 18              | Fecha 18  | Fecha 18           |
| Fecha       | Equipo Local          | Resultado | Equipo Visitante   |
| ----------- | --------------------- | --------- | ------------------ |
| 12 de junio | Manta F.C.            | 2 - 1     | Espoli             |
| 13 de junio | Deportivo Cuenca      | 1 - 0     | El Nacional        |
| 13 de junio | Deportivo Quito       | 1 - 1     | Liga de Quito      |
| 13 de junio | Barcelona             | 0 - 1     | Emelec             |
| 13 de junio | Técnico Universitario | 2 - 2     | Liga de Portoviejo |
| 13 de junio | Olmedo                | 3 - 3     | Macará             |

| Fecha 19    | Fecha 19           | Fecha 19  | Fecha 19              |
| Fecha       | Equipo Local       | Resultado | Equipo Visitante      |
| ----------- | ------------------ | --------- | --------------------- |
| 20 de junio | Liga de Quito      | 2 - 0     | El Nacional           |
| 20 de junio | Deportivo Quito    | 3 - 0     | Manta F.C.            |
| 20 de junio | Emelec             | 2 - 2     | Técnico Universitario |
| 20 de junio | Liga de Portoviejo | 2 - 2     | Deportivo Cuenca      |
| 20 de junio | Espoli             | 1 - 3     | Olmedo                |
| 21 de junio | Macará             | 2 - 0     | Barcelona             |

| Fecha 20    | Fecha 20              | Fecha 20  | Fecha 20           |
| Fecha       | Equipo Local          | Resultado | Equipo Visitante   |
| ----------- | --------------------- | --------- | ------------------ |
| 28 de junio | Barcelona             | 0 - 1     | Espoli             |
| 28 de junio | Olmedo                | 1 - 0     | Deportivo Quito    |
| 28 de junio | Deportivo Cuenca      | 0 - 1     | Emelec             |
| 28 de junio | El Nacional           | 2 - 3     | Liga de Portoviejo |
| 28 de junio | Técnico Universitario | 2 - 0     | Macará             |
| 1 de julio  | Manta F.C.            | 0 - 2     | Liga de Quito      |

| Fecha 21   | Fecha 21        | Fecha 21  | Fecha 21              |
| Fecha      | Equipo Local    | Resultado | Equipo Visitante      |
| ---------- | --------------- | --------- | --------------------- |
| 5 de julio | Liga de Quito   | 4 - 0     | Liga de Portoviejo    |
| 5 de julio | Emelec          | 2 - 0     | El Nacional           |
| 5 de julio | Deportivo Quito | 0 - 2     | Barcelona             |
| 5 de julio | Espoli          | 0 - 2     | Técnico Universitario |
| 5 de julio | Macará          | 3 - 0     | Deportivo Cuenca      |
| 5 de julio | Manta F.C.      | 1 - 1     | Olmedo                |

| Fecha 22    | Fecha 22              | Fecha 22  | Fecha 22         |
| Fecha       | Equipo Local          | Resultado | Equipo Visitante |
| ----------- | --------------------- | --------- | ---------------- |
| 12 de julio | Deportivo Cuenca      | 0 - 1     | Espoli           |
| 12 de julio | Técnico Universitario | 1 - 1     | Deportivo Quito  |
| 12 de julio | Olmedo                | 2 - 3     | Liga de Quito    |
| 12 de julio | Liga de Portoviejo    | 1 - 2     | Emelec           |
| 12 de julio | Barcelona             | 1 - 0     | Manta F.C.       |
| 12 de julio | El Nacional           | 1 - 1     | Macará           |

## Segunda etapa
La Segunda etapa comenzó el 19 de julio y terminó el 3 de octubre. Los 12 equipos fueron divididos en dos hexagonales. Estos hexagonales fueron establecidos por la FEF de acuerdo a un padrón que corresponde a la organización provincial de cada equipo.
| Grupo 1 - Pichincha 1 - Pichincha 2 - Guayas 1 - Manabí 1 - Tungurahua 1 - Azuay | Grupo 2 - Pichincha 3 - Pichincha 4 - Guayas 2 - Manabí 2 - Tungurahua 2 - Chimborazo |

Además, hubo dos fechas, partidos de ida y vuelta, de encuentros denominados clásicos. En estos, se enfrentaron dos equipos pertenecientes a la misma organización provincial.
Clásicos
- Pichincha 1 vs. Pichincha 3
- Pichincha 2 vs. Pichincha 4
- Guayas 1 vs. Guayas 2
- Manabí 1 vs. Manabí 2
- Tungurahua 1 vs. Tungurahua 2
- Azuay vs. Chimborazo

Al final, los dos primeros de cada grupo, clasificaron a la etapa final, de 2 cuadrangulares, con 1 y 0 puntos de bonificación respectivamente.

### Clasificación Grupo 1
| Equipo | Equipo             | Pts | PJ | PG | PE | PP | GF | GC | Dif | Bonif. |
| ------ | ------------------ | --- | -- | -- | -- | -- | -- | -- | --- | ------ |
| 1º     | Liga de Quito      | 22  | 12 | 6  | 4  | 2  | 18 | 10 | +8  | 1      |
| 2º     | Deportivo Cuenca   | 18  | 12 | 4  | 6  | 2  | 13 | 11 | +2  | 0      |
| 3º     | El Nacional        | 15  | 12 | 4  | 3  | 5  | 17 | 11 | +6  | 0      |
| 4º     | Barcelona          | 15  | 12 | 3  | 6  | 3  | 14 | 16 | -2  | 0      |
| 5º     | Macará             | 12  | 12 | 2  | 6  | 4  | 11 | 12 | -1  | 0      |
| 6º     | Liga de Portoviejo | 11  | 12 | 3  | 2  | 7  | 8  | 20 | -12 | 0      |

|  | Clasifica a la Tercera Etapa. |

### Resultados
| Casa/Fuera         | Bar | Dep. C | Lig. P | Lig. Q | Mac | Nac |
| ------------------ | --- | ------ | ------ | ------ | --- | --- |
| Barcelona          |     | 1-1    | 2-0    | 1-1    | 3-1 | 1-1 |
| Dep. Cuenca        | 2-1 |        | 2-1    | 3-0    | 0-0 | 1-0 |
| Liga de Portoviejo | 2-0 | 1-0    |        | 0-4    | 1-1 | 1-0 |
| Liga de Quito      | 4-0 | 2-2    | 2-0    |        | 1-1 | 1-0 |
| Macará             | 1-2 | 0-0    | 3-0    | 0-2    |     | 1-1 |
| El Nacional        | 1-1 | 4-1    | 3-0    | 0-1    | 1-0 |     |

     Ganó equipo local
     Ganó equipo visitante
     Empate

### Partidos
| Fecha 1     | Fecha 1            | Fecha 1   | Fecha 1          |
| Fecha       | Equipo Local       | Resultado | Equipo Visitante |
| ----------- | ------------------ | --------- | ---------------- |
| 18 de julio | Liga de Portoviejo | 2 - 0     | Barcelona        |
| 18 de julio | Liga de Quito      | 2 - 2     | Deportivo Cuenca |
| 19 de julio | El Nacional        | 1 - 0     | Macará           |

| Fecha 2     | Fecha 2          | Fecha 2   | Fecha 2            |
| Fecha       | Equipo Local     | Resultado | Equipo Visitante   |
| ----------- | ---------------- | --------- | ------------------ |
| 24 de julio | Deportivo Cuenca | 1 - 0     | El Nacional        |
| 26 de julio | Macará           | 3 - 0     | Liga de Portoviejo |
| 5 de agosto | Barcelona        | 1 - 1     | Liga de Quito      |

| Fecha 3     | Fecha 3            | Fecha 3   | Fecha 3          |
| Fecha       | Equipo Local       | Resultado | Equipo Visitante |
| ----------- | ------------------ | --------- | ---------------- |
| 1 de agosto | Barcelona          | 3 - 1     | Macará           |
| 2 de agosto | Liga de Portoviejo | 1 - 0     | Deportivo Cuenca |
| 2 de agosto | Liga de Quito      | 1 - 0     | El Nacional      |

| Fecha 5      | Fecha 5          | Fecha 5   | Fecha 5            |
| Fecha        | Equipo Local     | Resultado | Equipo Visitante   |
| ------------ | ---------------- | --------- | ------------------ |
| 16 de agosto | Deportivo Cuenca | 2 - 1     | Barcelona          |
| 16 de agosto | Macará           | 0 - 2     | Liga de Quito      |
| 16 de agosto | El Nacional      | 3 - 0     | Liga de Portoviejo |

| Fecha 6      | Fecha 6       | Fecha 6   | Fecha 6            |
| Fecha        | Equipo Local  | Resultado | Equipo Visitante   |
| ------------ | ------------- | --------- | ------------------ |
| 22 de agosto | Liga de Quito | 2 - 0     | Liga de Portoviejo |
| 23 de agosto | Macará        | 0 - 0     | Deportivo Cuenca   |
| 23 de agosto | Barcelona     | 1 - 1     | El Nacional        |

| Fecha 7      | Fecha 7            | Fecha 7   | Fecha 7          |
| Fecha        | Equipo Local       | Resultado | Equipo Visitante |
| ------------ | ------------------ | --------- | ---------------- |
| 29 de agosto | Deportivo Cuenca   | 0 - 0     | Macará           |
| 29 de agosto | Liga de Portoviejo | 0 - 4     | Liga de Quito    |
| 29 de agosto | El Nacional        | 1 - 1     | Barcelona        |

| Fecha 8          | Fecha 8            | Fecha 8   | Fecha 8          |
| Fecha            | Equipo Local       | Resultado | Equipo Visitante |
| ---------------- | ------------------ | --------- | ---------------- |
| 12 de septiembre | Barcelona          | 1 - 1     | Deportivo Cuenca |
| 12 de septiembre | Liga de Portoviejo | 1 - 0     | El Nacional      |
| 13 de septiembre | Liga de Quito      | 1 - 1     | Macará           |

| Fecha 10         | Fecha 10         | Fecha 10  | Fecha 10           |
| Fecha            | Equipo Local     | Resultado | Equipo Visitante   |
| ---------------- | ---------------- | --------- | ------------------ |
| 16 de septiembre | El Nacional      | 0 - 1     | Liga de Quito      |
| 23 de septiembre | Deportivo Cuenca | 2 - 1     | Liga de Portoviejo |
| 23 de septiembre | Macará           | 1 - 2     | Barcelona          |

| Fecha 11         | Fecha 11           | Fecha 11  | Fecha 11         |
| Fecha            | Equipo Local       | Resultado | Equipo Visitante |
| ---------------- | ------------------ | --------- | ---------------- |
| 27 de septiembre | El Nacional        | 4 - 1     | Deportivo Cuenca |
| 27 de septiembre | Liga de Portoviejo | 1 - 1     | Macará           |
| 27 de septiembre | Liga de Quito      | 4 - 0     | Barcelona        |

| Fecha 12     | Fecha 12         | Fecha 12  | Fecha 12           |
| Fecha        | Equipo Local     | Resultado | Equipo Visitante   |
| ------------ | ---------------- | --------- | ------------------ |
| 3 de octubre | Deportivo Cuenca | 3 - 0     | Liga de Quito      |
| 3 de octubre | Macará           | 1 - 1     | El Nacional        |
| 3 de octubre | Barcelona        | 2 - 0     | Liga de Portoviejo |

### Clasificación Grupo 2
| Equipo | Equipo                | Pts | PJ | PG | PE | PP | GF | GC | Dif | Bonif. |
| ------ | --------------------- | --- | -- | -- | -- | -- | -- | -- | --- | ------ |
| 1º     | Deportivo Quito       | 23  | 12 | 7  | 2  | 3  | 14 | 8  | +6  | 1      |
| 2º     | Manta F.C.            | 21  | 12 | 6  | 3  | 3  | 17 | 13 | +4  | 0      |
| 3º     | Emelec                | 18  | 12 | 5  | 3  | 4  | 17 | 12 | +5  | 0      |
| 4º     | Olmedo                | 18  | 12 | 4  | 6  | 2  | 14 | 12 | +2  | 0      |
| 5º     | Espoli                | 13  | 12 | 4  | 1  | 7  | 13 | 20 | -7  | 0      |
| 6º     | Técnico Universitario | 7   | 12 | 1  | 4  | 7  | 13 | 24 | -11 | 0      |

|  | Clasifica a la Tercera Etapa. |

### Resultados
| Casa/Fuera            | Dep. Q | Eme | Esp | Man | Olm | Tec. U |
| --------------------- | ------ | --- | --- | --- | --- | ------ |
| Deportivo Quito       |        | 1-0 | 1-0 | 2-0 | 2-2 | 1-2    |
| Emelec                | 2-0    |     | 4-0 | 1-1 | 2-1 | 4-1    |
| Espoli                | 0-1    | 2-0 |     | 2-0 | 1-2 | 2-2    |
| Manta F.C.            | 2-0    | 2-0 | 2-1 |     | 0-1 | 3-1    |
| Olmedo                | 0-2    | 2-0 | 1-0 | 1-1 |     | 0-0    |
| Técnico Universitario | 0-1    | 0-2 | 1-2 | 2-3 | 3-3 |        |

     Ganó equipo local
     Ganó equipo visitante
     Empate

### Partidos
| Fecha 1     | Fecha 1               | Fecha 1   | Fecha 1          |
| Fecha       | Equipo Local          | Resultado | Equipo Visitante |
| ----------- | --------------------- | --------- | ---------------- |
| 17 de julio | Técnico Universitario | 1 - 2     | Espoli           |
| 19 de julio | Olmedo                | 0 - 2     | Deportivo Quito  |
| 19 de julio | Emelec                | 1 - 1     | Manta F.C.       |

| Fecha 2     | Fecha 2         | Fecha 2   | Fecha 2               |
| Fecha       | Equipo Local    | Resultado | Equipo Visitante      |
| ----------- | --------------- | --------- | --------------------- |
| 25 de julio | Espoli          | 1 - 2     | Olmedo                |
| 26 de julio | Manta F.C.      | 3 - 1     | Técnico Universitario |
| 26 de julio | Deportivo Quito | 1 - 0     | Emelec                |

| Fecha 3     | Fecha 3               | Fecha 3   | Fecha 3          |
| Fecha       | Equipo Local          | Resultado | Equipo Visitante |
| ----------- | --------------------- | --------- | ---------------- |
| 1 de agosto | Técnico Universitario | 0 - 2     | Emelec           |
| 1 de agosto | Espoli                | 0 - 1     | Deportivo Quito  |
| 2 de agosto | Olmedo                | 1 - 1     | Manta F.C.       |

| Fecha 5      | Fecha 5         | Fecha 5   | Fecha 5               |
| Fecha        | Equipo Local    | Resultado | Equipo Visitante      |
| ------------ | --------------- | --------- | --------------------- |
| 15 de agosto | Deportivo Quito | 1 - 2     | Técnico Universitario |
| 16 de agosto | Manta F.C.      | 2 - 1     | Espoli                |
| 16 de agosto | Emelec          | 2 - 1     | Olmedo                |

| Fecha 6      | Fecha 6      | Fecha 6   | Fecha 6               |
| Fecha        | Equipo Local | Resultado | Equipo Visitante      |
| ------------ | ------------ | --------- | --------------------- |
| 22 de agosto | Olmedo       | 0 - 0     | Técnico Universitario |
| 23 de agosto | Manta F.C.   | 2 - 0     | Deportivo Quito       |
| 23 de agosto | Espoli       | 2 - 0     | Emelec                |

| Fecha 7          | Fecha 7               | Fecha 7   | Fecha 7          |
| Fecha            | Equipo Local          | Resultado | Equipo Visitante |
| ---------------- | --------------------- | --------- | ---------------- |
| 28 de agosto     | Deportivo Quito       | 2 - 0     | Manta F.C.       |
| 29 de agosto     | Técnico Universitario | 3 - 3     | Olmedo           |
| 16 de septiembre | Emelec                | 4 - 0     | Espoli           |

| Fecha 8          | Fecha 8               | Fecha 8   | Fecha 8          |
| Fecha            | Equipo Local          | Resultado | Equipo Visitante |
| ---------------- | --------------------- | --------- | ---------------- |
| 11 de septiembre | Espoli                | 2 - 0     | Manta F.C.       |
| 12 de septiembre | Técnico Universitario | 0 - 1     | Deportivo Quito  |
| 13 de septiembre | Olmedo                | 2 - 0     | Emelec           |

| Fecha 10         | Fecha 10        | Fecha 10  | Fecha 10              |
| Fecha            | Equipo Local    | Resultado | Equipo Visitante      |
| ---------------- | --------------- | --------- | --------------------- |
| 23 de septiembre | Manta F.C.      | 0 - 1     | Olmedo                |
| 23 de septiembre | Deportivo Quito | 1 - 0     | Espoli                |
| 1 de octubre     | Emelec          | 4 - 1     | Técnico Universitario |

| Fecha 11         | Fecha 11              | Fecha 11  | Fecha 11         |
| Fecha            | Equipo Local          | Resultado | Equipo Visitante |
| ---------------- | --------------------- | --------- | ---------------- |
| 27 de septiembre | Olmedo                | 1 - 0     | Espoli           |
| 27 de septiembre | Técnico Universitario | 2 - 3     | Manta F.C.       |
| 27 de septiembre | Emelec                | 2 - 0     | Deportivo Quito  |

| Fecha 12     | Fecha 12        | Fecha 12  | Fecha 12              |
| Fecha        | Equipo Local    | Resultado | Equipo Visitante      |
| ------------ | --------------- | --------- | --------------------- |
| 3 de octubre | Espoli          | 2 - 2     | Técnico Universitario |
| 3 de octubre | Manta F.C.      | 2 - 0     | Emelec                |
| 3 de octubre | Deportivo Quito | 2 - 2     | Olmedo                |

### Clásicos
| Fecha 4      | Fecha 4               | Fecha 4   | Fecha 4          |
| Fecha        | Equipo Local          | Resultado | Equipo Visitante |
| ------------ | --------------------- | --------- | ---------------- |
| 7 de agosto  | Deportivo Cuenca      | 0 - 0     | Olmedo           |
| 7 de agosto  | El Nacional           | 4 - 0     | Espoli           |
| 7 de agosto  | Técnico Universitario | 0 - 2     | Macará           |
| 8 de agosto  | Liga de Portoviejo    | 0 - 0     | Manta F.C.       |
| 19 de agosto | Emelec                | 2 - 2     | Barcelona        |
| 19 de agosto | Liga de Quito         | 0 - 0     | Deportivo Quito  |

| Fecha 9          | Fecha 9         | Fecha 9   | Fecha 9               |
| Fecha            | Equipo Local    | Resultado | Equipo Visitante      |
| ---------------- | --------------- | --------- | --------------------- |
| 19 de septiembre | Deportivo Quito | 3 - 0     | Liga de Quito         |
| 20 de septiembre | Barcelona       | 0 - 0     | Emelec                |
| 20 de septiembre | Olmedo          | 1 - 1     | Deportivo Cuenca      |
| 20 de septiembre | Espoli          | 3 - 2     | El Nacional           |
| 20 de septiembre | Manta F.C.      | 3 - 2     | Liga de Portoviejo    |
| 20 de septiembre | Macará          | 1 - 1     | Técnico Universitario |

## Acumulado
La tabla acumulada determinó el cuadrangular al que fueron los 4 equipos clasificados en la primera etapa y los 4 de la Segunda. Los equipos se ubicaron de la siguiente manera; Grupo 1: Primero, cuarto, quinto y octavo. Grupo 2: Segundo, tercero, sexto y séptimo. Además, los equipos que terminaron en los dos últimos lugares perdieron la categoría.
| Equipo | Equipo                | Pts | PJ | PG | PE | PP | GF | GC | Dif |
| ------ | --------------------- | --- | -- | -- | -- | -- | -- | -- | --- |
| 1º     | Liga de Quito         | 64  | 34 | 18 | 10 | 6  | 62 | 30 | +32 |
| 2º     | Emelec                | 61  | 34 | 18 | 7  | 9  | 47 | 29 | +18 |
| 3º     | Olmedo                | 51  | 34 | 13 | 12 | 9  | 42 | 37 | +5  |
| 4º     | Deportivo Quito       | 51  | 34 | 15 | 6  | 13 | 32 | 29 | +3  |
| 5º     | Macará                | 46  | 34 | 12 | 10 | 12 | 38 | 37 | +1  |
| 6º     | Espoli*               | 46  | 34 | 14 | 4  | 16 | 42 | 49 | -7  |
| 7º     | El Nacional           | 44  | 34 | 12 | 8  | 14 | 41 | 32 | +9  |
| 8º     | Deportivo Cuenca      | 44  | 34 | 12 | 8  | 14 | 38 | 42 | -4  |
| 9º     | Manta F.C.            | 44  | 34 | 12 | 8  | 14 | 32 | 37 | -5  |
| 10º    | Barcelona             | 41  | 34 | 10 | 11 | 13 | 32 | 36 | -4  |
| 11º    | Liga de Portoviejo    | 39  | 34 | 11 | 6  | 17 | 30 | 55 | -25 |
| 12º    | Técnico Universitario | 31  | 34 | 7  | 10 | 17 | 42 | 65 | -23 |

(*) Clasifica por mejor puntaje en el Acumulado
|  | Clasificaron a Grupo 1.     |
|  | Clasificaron a Grupo 2.     |
|  | Desciendieron a la Serie B. |

## Tercera etapa
Los 4 equipos clasificados en la Primera Etapa y los 4 clasificados de la segunda fueron divididos en dos cuadrangulares. Los equipos que terminen segundos en cada grupo se enfrentarán entre sí, en partidos de ida y vuelta, por el Tercer lugar y la clasificación al Repechaje de la Copa Libertadores 2010. Así mismo, los equipos que terminen primeros en cada grupo, también jugarán partidos de ida y vuelta para determinar al campeón del Fútbol Ecuatoriano y la Clasificación a la fase de grupos de la Copa Libertadores 2010
| 1 | Liga de Quito   | 3 |
| 4 | Deportivo Quito | 1 |
| 5 | Macará          | 1 |
| 8 | Manta F.C.      | 0 |

| 2 | Emelec           | 3 |
| 3 | Olmedo           | 0 |
| 6 | Espoli           | 0 |
| 7 | Deportivo Cuenca | 0 |

### Clasificación Grupo 1
| Equipo | Equipo          | Pts | PJ | PG | PE | PP | GF | GC | Dif | Bonif. | Total |
| ------ | --------------- | --- | -- | -- | -- | -- | -- | -- | --- | ------ | ----- |
| 1º     | Deportivo Quito | 14  | 6  | 4  | 2  | 0  | 8  | 0  | +8  | 1      | 15    |
| 2º     | Liga de Quito   | 6   | 6  | 1  | 3  | 2  | 4  | 2  | +2  | 3      | 9     |
| 3º     | Macará          | 6   | 6  | 1  | 3  | 2  | 2  | 3  | -1  | 1      | 7     |
| 4º     | Manta F.C.      | 5   | 6  | 1  | 2  | 3  | 1  | 10 | -9  | 0      | 5     |

|  | Clasifica a la Final.                    |
|  | Clasifica a Partido por el Tercer lugar. |

### Resultados
| L/V             | LDU | D.Qui | Mac | Man |
| --------------- | --- | ----- | --- | --- |
| Liga de Quito   |     | 0-1   | 0-0 | 4-0 |
| Deportivo Quito | 0-0 |       | 2-0 | 4-0 |
| Macará          | 0-0 | 0-1   |     | 0-0 |
| Manta F.C.      | 1-0 | 0-0   | 0-2 |     |

     Ganó equipo local
     Ganó equipo visitante
     Empate

### Partidos
| Fecha 1       | Fecha 1       | Fecha 1   | Fecha 1          |
| Fecha         | Equipo Local  | Resultado | Equipo Visitante |
| ------------- | ------------- | --------- | ---------------- |
| 16 de octubre | Liga de Quito | 4 - 0     | Manta F.C.       |
| 18 de octubre | Macará        | 0 - 1     | Deportivo Quito  |

| Fecha 2       | Fecha 2         | Fecha 2   | Fecha 2          |
| Fecha         | Equipo Local    | Resultado | Equipo Visitante |
| ------------- | --------------- | --------- | ---------------- |
| 25 de octubre | Deportivo Quito | 0 - 0     | Liga de Quito    |
| 25 de octubre | Manta F.C.      | 0 - 2     | Macará           |

| Fecha 3       | Fecha 3         | Fecha 3   | Fecha 3          |
| Fecha         | Equipo Local    | Resultado | Equipo Visitante |
| ------------- | --------------- | --------- | ---------------- |
| 31 de octubre | Deportivo Quito | 4 - 0     | Manta F.C.       |
| 31 de octubre | Macará          | 0 - 0     | Liga de Quito    |

| Fecha 4        | Fecha 4       | Fecha 4   | Fecha 4          |
| Fecha          | Equipo Local  | Resultado | Equipo Visitante |
| -------------- | ------------- | --------- | ---------------- |
| 7 de noviembre | Manta F.C.    | 0 - 0     | Deportivo Quito  |
| 8 de noviembre | Liga de Quito | 0 - 0     | Macará           |

| Fecha 5         | Fecha 5       | Fecha 5   | Fecha 5          |
| Fecha           | Equipo Local  | Resultado | Equipo Visitante |
| --------------- | ------------- | --------- | ---------------- |
| 15 de noviembre | Macará        | 0 - 0     | Manta F.C.       |
| 16 de noviembre | Liga de Quito | 0 - 1     | Deportivo Quito  |

| Fecha 6         | Fecha 6         | Fecha 6   | Fecha 6          |
| Fecha           | Equipo Local    | Resultado | Equipo Visitante |
| --------------- | --------------- | --------- | ---------------- |
| 22 de noviembre | Manta F.C.      | 1 - 0     | Liga de Quito    |
| 22 de noviembre | Deportivo Quito | 2 - 0     | Macará           |

### Clasificación Grupo 2
| Equipo | Equipo           | Pts | PJ | PG | PE | PP | GF | GC | Dif | Bonif. | Total |
| ------ | ---------------- | --- | -- | -- | -- | -- | -- | -- | --- | ------ | ----- |
| 1º     | Deportivo Cuenca | 16  | 6  | 5  | 1  | 0  | 8  | 3  | +5  | 0      | 16    |
| 2º     | Emelec           | 6   | 6  | 1  | 3  | 2  | 4  | 6  | -2  | 3      | 9     |
| 3º     | Olmedo           | 7   | 6  | 2  | 1  | 3  | 8  | 8  | ±0  | 0      | 7     |
| 4º     | Espoli           | 3   | 6  | 0  | 3  | 3  | 1  | 4  | -3  | 0      | 3     |

|  | Clasifica a la Final.                    |
|  | Clasifica a Partido por el Tercer lugar. |

### Resultados
| Casa/Fuera       | Eme | Olm | Esp | Cue |
| ---------------- | --- | --- | --- | --- |
| Emelec           |     | 2-1 | 1-1 | 0-1 |
| Olmedo           | 2-0 |     | 0-0 | 1-2 |
| Espoli           | 0-0 | 2-3 |     | 0-1 |
| Deportivo Cuenca | 1-1 | 2-1 | 1-0 |     |

     Ganó equipo local
     Ganó equipo visitante
     Empate

### Partidos
| Fecha 1       | Fecha 1      | Fecha 1   | Fecha 1          |
| Fecha         | Equipo Local | Resultado | Equipo Visitante |
| ------------- | ------------ | --------- | ---------------- |
| 18 de octubre | Emelec       | 0 - 1     | Deportivo Cuenca |
| 18 de octubre | Olmedo       | 0 - 0     | Espoli           |

| Fecha 2       | Fecha 2          | Fecha 2   | Fecha 2          |
| Fecha         | Equipo Local     | Resultado | Equipo Visitante |
| ------------- | ---------------- | --------- | ---------------- |
| 23 de octubre | Deportivo Cuenca | 2 - 1     | Olmedo           |
| 25 de octubre | Espoli           | 0 - 0     | Emelec           |

| Fecha 3        | Fecha 3          | Fecha 3   | Fecha 3          |
| Fecha          | Equipo Local     | Resultado | Equipo Visitante |
| -------------- | ---------------- | --------- | ---------------- |
| 30 de octubre  | Deportivo Cuenca | 1 - 0     | Espoli           |
| 1 de noviembre | Olmedo           | 2 - 0     | Emelec           |

| Fecha 4        | Fecha 4      | Fecha 4   | Fecha 4          |
| Fecha          | Equipo Local | Resultado | Equipo Visitante |
| -------------- | ------------ | --------- | ---------------- |
| 8 de noviembre | Espoli       | 0 - 1     | Deportivo Cuenca |
| 8 de noviembre | Emelec       | 2 - 1     | Olmedo           |

| Fecha 5         | Fecha 5      | Fecha 5   | Fecha 5          |
| Fecha           | Equipo Local | Resultado | Equipo Visitante |
| --------------- | ------------ | --------- | ---------------- |
| 15 de noviembre | Emelec       | 1 - 1     | Espoli           |
| 15 de noviembre | Olmedo       | 1 - 2     | Deportivo Cuenca |

| Fecha 6         | Fecha 6          | Fecha 6   | Fecha 6          |
| Fecha           | Equipo Local     | Resultado | Equipo Visitante |
| --------------- | ---------------- | --------- | ---------------- |
| 21 de noviembre | Espoli           | 2 - 3     | Olmedo           |
| 22 de noviembre | Deportivo Cuenca | 1 - 1     | Emelec           |

## Finales

### Tercer lugar
| 29 de noviembre de 2009 | Emelec             | 1:0 (1:0) | Liga de Quito | Estadio George Capwell, Guayaquil                      |                                                        |
|                         | Hernán Peirone 10' |           |               | Asistencia: 12.000 espectadores Árbitro(s): Omar Ponce | Asistencia: 12.000 espectadores Árbitro(s): Omar Ponce |

| 7 de diciembre de 2009 | Liga de Quito | 0:1 (0:0) | Emelec         | Estadio Casa Blanca, Quito                                 |                                                            |
|                        |               |           | Joao Rojas 83' | Asistencia: 22.000 espectadores Árbitro(s): Miguel Hidalgo | Asistencia: 22.000 espectadores Árbitro(s): Miguel Hidalgo |

- Emelec ganó 2-0 en el marcador global.

### Final
| 29 de noviembre de 2009 | Deportivo Cuenca | 1:1 (0:0) | Deportivo Quito | Estadio Alejandro Serrano Aguilar, Cuenca                 |                                                           |
|                         | Ianiero 76'      |           | Pirchio 58'     | Asistencia: 20 730 espectadores Árbitro(s): Tomás Alarcón | Asistencia: 20 730 espectadores Árbitro(s): Tomás Alarcón |

| 5 de diciembre de 2009 | Deportivo Quito           | 3:2 (0:0) | Deportivo Cuenca            | Estadio Olímpico Atahualpa, Quito                       |                                                         |
|                        | Mina 69' · Arroyo 73' 87' |           | Preciado 80' · Villalba 82' | Asistencia: 40 000 espectadores Árbitro(s): Carlos Vera | Asistencia: 40 000 espectadores Árbitro(s): Carlos Vera |

- Deportivo Quito ganó 4-3 en el marcador global.

|                                             |
|                                             |
| Campeón Sociedad Deportivo Quito 4.º título |

## Goleadores
| Jugador            | Club                  | Goles |
| ------------------ | --------------------- | ----- |
| Claudio Bieler     | Liga de Quito         | 22    |
| Gabriel Fernández  | Macará                | 16    |
| Omar Guerra        | Técnico Universitario | 16    |
| Edison Preciado    | Deportivo Cuenca      | 13    |
| Fábio Renato       | Espoli                | 11    |
| Iván Borghello     | Deportivo Quito       | 11    |
| Michael Arroyo     | Deportivo Quito       | 10    |
| Christian Suárez   | Olmedo                | 10    |
| David Quiroz       | Emelec                | 9     |
| Luis Miguel Garcés | Macará                | 9     |
| Rodrigo Teixeira   | Deportivo Cuenca      | 9     |
| Walter Calderón    | Liga de Quito         | 8     |
| Jasson Zambrano    | Emelec                | 8     |
| Ismael Villalba    | Deportivo Cuenca      | 8     |